# Pulverbach (Selke)
Der Pulverbach ist ein Bach im Unterharz in Sachsen-Anhalt. Er ist ein rechter Nebenfluss der Selke. Die Flussordnungszahl dieses Bachs ist 6.

## Verlauf
Der Pulverbach entspringt etwa 500 Meter südwestlich des Stadtgebietes von Harzgerode nahe der Stolberger Straße, am Fuße von Rieselberg und Lausehügel und mündet an Fließkilometer 50,6 rechtsseitig in die Selke.
Nach 485 Meter vereinigt sich der erste Quellarm mit einem zweiten, 369 Meter langen, 425 Meter südwestlich des längeren Quellarms entspringenden zweiten Quellarm. Folgend fließt der Bach durch den Pulvergrund, wo nach weiteren 885 Metern ein linker, offenbar namenloser, Zufluss besteht. Hier erreicht der Pulverbach Silberhütte Siedlung, bevor er nach insgesamt etwa 2,6 km Bachlauf rechtsseitig, nahe der Silberhütter Kreisstraße, in die Selke mündet, ohne das Gemeindegebiet von Silberhütte nochmal zu verlassen. Die Mündung liegt auf etwa 369 Meter Höhe, am südlichen Ende des oberen Badeholzes. Anders als bei fast allen Unterharzer Gebirgsbächen wird der Pulverbach im gesamten Lauf nicht in Stauteichen aufgestaut.

## Zuflüsse
Der längere Quellarm hat nach etwa 93 Metern Bachlauf einen nur 39 Meter langen linksseitigen Zufluss. Dieser entspringt etwa 107 Meter südsüdwestlich auf etwas geringerer Höhe. Am Beginn von Silberhütte Siedlung fließt, ebenfalls linksseitig, ein etwa 450 Meter langer Bach, entspringend auf ca. 390 Meter Höhe, nahe dem Pappelweg, entspringender Bach in den Pulverbach. Beide Zuflüsse sind offenbar namenlos.

## Etymologie
Der Name ist eine Zusammensetzung mit -bach als Appellativum. Hergeleitet wird das Bestimmungswort vom mittelhochdeutschen bulver bzw. pulver. Dies bedeutet ursprünglich Staub, wurde ab dem 15. Jahrhundert auch für Schießpulver verwendet. Daher wird vermutet, dass am Bach eine Pulverfabrik lag. Nachgewiesen ist eine Pulvermühle, die 1790 errichtet wurde, um Bergwerke und Jäger zu versorgen – die heutige Pyrotechnik Silberhütte.